# Príncipe da Igreja
Príncipe da Igreja foi um título criado pelo Papa Bonifácio VIII, cujo pontificado decorreu entre 1294 e 1303. Este Papa deliberou a integração dos Cardeais na Ordem dos Príncipes, criando para tal o título de Príncipe da Igreja. Deste modo todos os Cardeais passaram a gozar de tal título a partir da sua imposição de insígnias por parte do Romano Pontífice aquando do respectivo Consistório.
De notar que os Cardeais já tinham alcançado alguma distinção com o Papa Nicolau I (pontificado 858-867) e tinham sido engrandecidos pelo Papa Alexandre III (pontificado 1159-1181). A partir do Papa Inocêncio IV (pontificado 1243-1254) precederam aos Bispos, tendo sido condecorados com a cor púrpura e o barrete vermelho pelo Papa Paulo II (pontificado 1464-1471). Por fim a 10 de Janeiro de 1630 o Papa Urbano VIII (pontificado 1623-1644) concedeu aos Cardeais o título de Eminência.
O termo Príncipe da Igreja é actualmente utilizado quase exclusivamente para referir-se aos Cardeais. No entanto, o termo é historicamente mais importante como um termo genérico para clérigos que também possuíam um posto secular e os privilégios do título de príncipe ou eram considerados equivalentes a este título. No caso dos Cardeais o protocolo actual exige que os mesmos sejam tratados como equivalentes a príncipes de sangue real. 
Os Cardeais (com menos de 80 anos) têm direito de voto na eleição do Papa quando se reunem em Conclave durante a Sé Vacante (período entre a morte de um Papa e a eleição do seu sucessor). Exercem assim a mesma função electiva que os outrora Príncipes-Eleitores do Sacro Império Romano-Germânico (a outra grande monarquia electiva), os quais elegiam o Imperador.  

## Clérigos como príncipes seculares
Especialmente no Sacro Império Romano, um grande número de príncipes-bispos,  príncipes-arcebispos e superiores do clero regular (principalmente  príncipes-abades, mas também abadessas e grão-mestres) obtiveram além do ofício eclesiástico, uma ou mais propriedades feudais de importância secular. No Império, os territórios sob controle secular de um prelado, no caso de um mosteiro, era denominado de Stift, uma diocese de Hochstift, e uma arquidiocese de Erzstift em alemão ou Sticht em holandês, por exemplo, o Grão-Ducado de Vestfália, administrado pelo Arcebispo e Príncipe-Eleitor de Colónia. 
A muitos deles em algum momento foi concedido formalmente o posto de Reichsfürst, literalmente "Príncipe do Império", concedendo-lhe assento no Reichstag (Dieta Imperial). Por exemplo, o Bispo de Liège foi um Fürst, que possuía diversos principados seculares, incluindo os condados de Loon/Looz e Ho(o)rn, o marquesado de Franchimont e o Ducado de Bulhão; essa vasta área, era muito menor do que a sua diocese eclesiástica, o Bispado de Liège. Os três arcebispados alemães foram também os Príncipes-eleitores de Colónia (Köln), Mogúncia (Mainz) e Tréveris (Trier). O principado italiano do Bispo de Roma eram os Estados Pontifícios, enquanto o principado papal na França foi o condado de Venaissin, onde o papa havia residido no exílio em Avinhão. 
Actualmente apenas o Papa enquanto Bispo de Roma (como Soberano do Estado da Cidade do Vaticano), o Bispo de Urgel (como Co-Príncipe de Andorra) e o Grão-Mestre da Ordem Soberana e Militar de Malta (entidade soberana análoga aos Estados) podem ser denominados de Príncipes da Igreja no seu sentido secular.